# Campeonato Europeo de Taekwondo de 2002
El XIV Campeonato Europeo de Taekwondo se realizó en Samsun (Turquía) entre el 6 y el 10 de mayo de 2002 bajo la organización de la Unión Europea de Taekwondo (ETU) y la Federación Turca de Taekwondo.

## Medallistas

### Masculino
| Evento | Oro                           | Plata                         | Bronce                                                      |
| ------ | ----------------------------- | ----------------------------- | ----------------------------------------------------------- |
| –54 kg | Mert Tuncer Turquía           | Juan Antonio Ramos · España   | Seifula Magomedov · Rusia · Muhammad Öztürk · Austria       |
| –58 kg | Ludovic Vo Francia            | Alexandr Zhapozhnik · Ucrania | Elnur Amanov · Azerbaiyán · Muhammed Ali Karatas · Alemania |
| –62 kg | Omar Badía · España           | Dennis Mollet · Países Bajos  | Erdal Aylanç · Alemania · Endre Steffensen · Noruega        |
| –67 kg | Ioanis Yeoryos · Grecia       | Abdelkrim Hohoud · Bélgica    | Dennis Bekkers · Países Bajos · Ruslan Magomedov · Rusia    |
| –72 kg | Ertan Baştuğ Turquía          | Rəşəd Əhmədov Azerbaiyán      | Tommy Mollet · Países Bajos · Claudio Nolano · Italia       |
| –78 kg | Bekir Aydın Turquía           | Fagan Umudov Azerbaiyán       | Tomislav Bučanac · Croacia · Mathias Gabriel · Alemania     |
| –84 kg | Bahri Tanrıkulu Turquía       | Mickaël Borot Francia         | Jon García Aguado · España · Patrick Stevens · Países Bajos |
| +84 kg | Ferry Greevink · Países Bajos | Ali Özen Turquía              | Teemu Heino · Finlandia · Ken Holter · Noruega              |

### Femenino
| Evento | Oro                               | Plata                       | Bronce                                                            |
| ------ | --------------------------------- | --------------------------- | ----------------------------------------------------------------- |
| –47 kg | Brigitte Yagüe · España           | Kadriye Selimoğlu Turquía   | Svetlana Cherasimovich · Bielorrusia · Maria Tseriotu · Chipre    |
| –51 kg | Döndü Güvenç Turquía              | Lana Banelli · Croacia      | Cathiana Grosset · Francia · Svetlana Noskova · Rusia             |
| –55 kg | Gwladys Épangue Francia           | Pamela Agostinelli · Italia | Sandra Nitschke · Alemania · Ivana Vujčić · Croacia               |
| –59 kg | Cristiana Corsi · Italia          | Margarita Mkrtchian · Rusia | Zeynep Murat · Turquía · Sonia Reyes · España                     |
| –63 kg | Ayşenur Taşbakan Turquía          | Muriel Bujalance · España   | Yuliya Krasnopolskaya · Rusia · Caroline Persson · Suecia         |
| –67 kg | Ylona van Deutekom · Países Bajos | Elisávet Mystakidu · Grecia | Luisa Arnanz · España · Yvonne Timm · Alemania                    |
| –72 kg | Natalia Ivanova · Rusia           | Sarah Stevenson Reino Unido | Alesia Cherniavskaya · Bielorrusia · Güler Gençtürkoğlu · Turquía |
| +72 kg | Nataša Vezmar · Croacia           | Aitziber los Arcos · España | Arzu Er · Turquía · Mariya Zhuravskaya · Bielorrusia              |

## Medallero
| Núm. | País         | Oro | Plata | Bronce | Total |
| ---- | ------------ | --- | ----- | ------ | ----- |
| 1    | Turquía      | 6   | 2     | 3      | 11    |
| 2    | España       | 2   | 3     | 3      | 8     |
| 3    | Países Bajos | 2   | 1     | 3      | 6     |
| 4    | Francia      | 2   | 1     | 1      | 4     |
| 5    | Rusia        | 1   | 1     | 4      | 6     |
| 6    | Croacia      | 1   | 1     | 2      | 4     |
| 7    | Italia       | 1   | 1     | 1      | 3     |
| 8    | Grecia       | 1   | 1     | 0      | 2     |
| 9    | Azerbaiyán   | 0   | 2     | 1      | 3     |
| 10   | Bélgica      | 0   | 1     | 0      | 1     |
| 10   | Reino Unido  | 0   | 1     | 0      | 1     |
| 10   | Ucrania      | 0   | 1     | 0      | 1     |
| 13   | Alemania     | 0   | 0     | 5      | 5     |
| 14   | Bielorrusia  | 0   | 0     | 3      | 3     |
| 15   | Noruega      | 0   | 0     | 2      | 2     |
| 16   | Austria      | 0   | 0     | 1      | 1     |
| 16   | Chipre       | 0   | 0     | 1      | 1     |
| 16   | Finlandia    | 0   | 0     | 1      | 1     |
| 16   | Suecia       | 0   | 0     | 1      | 1     |
|      | TOTAL        | 16  | 16    | 32     | 64    |